# Tyloperla formosana
Tyloperla formosana és una espècie d'insecte plecòpter pertanyent a la família dels pèrlids que es troba a Àsia: Taiwan.